# Tamel (Santa Leocádia) e Vilar do Monte
Tamel (Santa Leocádia) e Vilar do Monte (oficialmente: União das Freguesias de Tamel (Santa Leocádia) e Vilar do Monte) é uma freguesia portuguesa do município de Barcelos, com 11,06 km² de área e 1269 habitantes (censo de 2021). A sua densidade populacional é 114,7 hab./km².

## História
Foi constituída em 2013, no âmbito de uma reforma administrativa nacional, pela agregação das antigas freguesias de Tamel (Santa Leocádia) e Vilar do Monte e tem sede em Santa Leocádia.

## Demografia
A população registada nos censos foi:
| Distribuição da População por Grupos Etários | Distribuição da População por Grupos Etários | Distribuição da População por Grupos Etários | Distribuição da População por Grupos Etários | Distribuição da População por Grupos Etários | Distribuição da População por Grupos Etários |
| -------------------------------------------- | -------------------------------------------- | -------------------------------------------- | -------------------------------------------- | -------------------------------------------- | -------------------------------------------- |
| Antes da agregação                           |                                              |                                              |                                              |                                              |                                              |
| Ano                                          | 0-14 anos                                    | 15-24 anos                                   | 25-64 anos                                   | >= 65 anos                                   | Total                                        |
| 2001                                         | 310                                          | 259                                          | 714                                          | 145                                          | 1428                                         |
| 2011                                         | 249                                          | 195                                          | 798                                          | 178                                          | 1420                                         |
| Após a agregação                             |                                              |                                              |                                              |                                              |                                              |
| Ano                                          | 0-14 anos                                    | 15-24 anos                                   | 25-64 anos                                   | >= 65 anos                                   | Total                                        |
| 2021                                         | 139                                          | 158                                          | 742                                          | 230                                          | 1269                                         |

## Política

### Eleições autárquicas
| Data | %     | V   | %       | V       | %     | V  |
| Data | IND   | IND | PSD-CDS | PSD-CDS | PS    | PS |
| ---- | ----- | --- | ------- | ------- | ----- | -- |
| 2013 | 49,12 | 5   | 24,40   | 2       | 21,76 | 2  |
| 2017 | 47,36 | 4   | 48,98   | 5       |       |    |